# ويليام والر
ويليام والر (بالإنجليزية: William Waller)‏ (1898 في المملكة المتحدة - ) هو لاعب كرة قدم بريطاني (وحمل سابقاً جنسية المملكة المتحدة لبريطانيا العظمى وأيرلندا) في مركز مهاجم داخلي. لعب مع كوينز بارك رينجرز ونادي بيرنلي ونادي نيلسون.